# Edgar Riek
Edgar Frederick Riek (Napier, 1920-Canberra, 2016) fue un paleoentomólogo de la universidad de Queensland, Australia, que publicó entre 1946 y 1970, y famoso por describir un ejemplar de Choristotanyderus nanus, especie tipo que definió todo un nuevo orden extinto de insectos, Protodiptera, constituido por especies en un estadio evolutivo intermedio entre los mecópteros (moscas escorpión) y los dípteros (moscas verdaderas). En 1953 describió, además de C. nanus, otras dos especies tipo: Permotanyderus ableptus y Permotipula patricia, que definen otros tantos géneros de protodípteros.